# Alfredo Nicolaiewsky

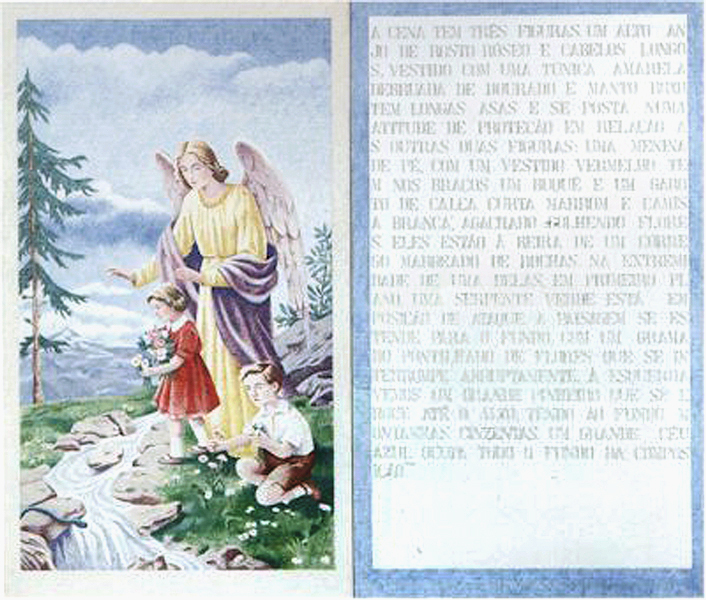
Anjo da Guarda, 1993/94, acrílica sobre tela. Coleção do Artista

Alfredo Nicolaiewsky (Porto Alegre, 1952) é um artista plástico brasileiro.
Formou-se em Arquitetura em 1976 na UFRGS, mas desde os 15 anos pratica a arte, tendo estudado no Atelier Livre de Porto Alegre. Nos últimos anos vem exercendo ao mesmo tempo os ofícios de artista e professor do Instituto de Artes da UFRGS, chegando a ocupar a Direção desta escola . Realizou inúmeras exposições individuais e coletivas em sua terra e além.
Seu trabalho individual recente se caracteriza pela apropriação de objetos e imagens prontos da cultura popular, em assemblages onde os justapõe a pinturas, fotos e desenhos realizados por ele mesmo, muitas vezes reinterpretando aquele material preexistente e criando uma atmosfera memorialista e de crítica sobre a arte, a história e a cultura, de grande apelo visual e dinâmico equilíbrio de formas.
Paulo Gomes diz que ele é um poeta e um crítico, e Fernando Cocchiarale assim falou sobre esta produção:
"Duas das características essenciais da obra de Alfredo Nicolaiewsky – a habilidade manual extremada e a produção de nexos pela combinação de imagens – embora interdependentes, constituem, por um lado, o seu principal desafio e, por outro, a única possibilidade de relacionar seu trabalho às ideias que movem parcela significativa da produção de arte contemporânea dos últimos 40 anos.
Completa o pensamento a declaração da professora e pesquisadora Icleia Cattani:
"Assim, figuras de quadros importantes da história da arte ocidental convivem com imagens populares, religiosas ou não, com fotografias, cartões postais, e até, reproduções de embalagens de produtos industrializadas (bombom, lata de leite condensado, etc). Por trás desse princípio de apropriação, estão presentes o artista, sua história pessoal, a história maior na qual ele se encontra inserido, e sua circunstância."